# Obilno število
Obílno števílo (prekomérno števílo, bogáto števílo ali abundántno števílo) je v matematiki pozitivno celo število, za katerega je vsota pozitivnih pravih deliteljev enaka σ*(n) > n, (oziroma σ(n) > 2n). Vrednost σ(n) − 2n se imenuje obilnost števila n.
Obilna števila je prvi vpeljal okoli leta 100 Nikomah v delu Uvod v aritmetiko (Introductio Arithmetica). Imenoval jih je superobilna števila in je zahteval le, da σ(n) > 2n.
Prva obilna števila so (OEIS A005101): 
12, 18, 20, 24, 30, 36, 40, 42, 48, 54, 56, 60, 66, 70, 72, 78, 80, 84, 88, 90, 96, 100, ...
Prvo liho obilno število je 945. M. Deléglise je leta 1998 pokazal, da je naravna gostota obilnih števil odprti interval [0'2474, 0'2480].
Obstaja neskončno mnogo sodih in tudi lihih obilnih števil. Na primer vsi mnogokratniki števila 12, vsi lihi mnogokratniki števila 945 so obilna števila. Velja še naprej, da je vsak pravi mnogokratnik popolnega števila in vsak mnogokratnik obilnega števila tudi obilno število. Vsako celo število, večje od 20161 lahko zapišemo kot vsoto dveh obilnih števil.
Obilno število, ki ni polpopolno število (semipopolno število) se imenuje čudno število. Vsa popolna števila so seveda tudi polpopolna števila.
Obilno število z obilnostjo enako 1 je navidezno popolno število. Vsa navidezno popolna števila, čeprav ne poznamo še nobenega, so seveda tudi obilna števila.